# Coordinadora de l'Alcoià i el Comtat pel valencià
La Coodinadora de l'Alcoià i el Comtat pel Valencià és una entitat cívica sense ànim de lucre que té com a finalitat conservar, promoure l'ús social del valencià i assegurar el seu coneixement per part de les noves generacions.
La creació de la Coordinadora de l'Alcoià i el Comtat pel Valencià és posterior als inicis de les línies d'ensenyament en valencià a les comarques del seu àmbit, que es va portar a terme per iniciativa dels pares i mares i mestres, incentivats per Xelo Payà des de la regidoria d'Educació de l'Ajuntament d'Alcoi, l'any 1984, quan no feia ni un any que s'havia promulgat la Llei d'ús i Ensenyament del Valencià. La iniciativa de crear l'associació sorgiria durant el I Encontre d'Escoles Valencianes celebrat a Alcoi l'any 1987, on es va establir la necessitat de crear entitats amb base comarcal per defensar la presència de la llengua a la societat i a l'escola.

## Premis rebuts
Premi Tio Canya (Dins dels Premis Jaume I).

## Premis Valor
(Concedits per la CACPV)
- 2015. Cèlia Ibáñez i Ricard Sancho - Llibreria Set i Mig.[3]
- 2016. Tractat d'Almirra.[4]
- 2017. Com sóna l'ESO.[5]
- 2018. Centre Cultural Castellut.[6]
- 2019. Centre d'Estudis Contestans.[7]